# Коккайнар (Ілійський район)
Коккайна́р (каз. Көкқайнар) — село у складі Ілійського району Алматинської області Казахстану. Входить до складу Ащибулацького сільського округу.
Населення — 8330 осіб (2021; 2540 у 2009, 1740 у 1999, 1505 у 1989).